# Sciurodon cadurcensis
Sciurodon cadurcensis és una espècie de mamífer rosegador extint de la família dels aplodòntids, que actualment només conté una espècie vivent, el castor de muntanya. Visqué a Nord-amèrica durant l'Oligocè.
El seu nom genèric, Sciurodon, significa «dent d'esquirol» en llatí.